# Henryk Lipp
Henryk Lipp, född Henryk Nowicki 2 augusti 1955 i Polen, är en polsk-svensk musiker och musikproducent från Göteborg. 
Henryk Lipp föddes och växte delvis upp i Polen, och i Bergsjön. Bor nu i Lundby, Hisingen. Studerade inledningsvis klassisk piano. 1979 till 1982 spelade han i bandet Extra tillsammans med bland andra Anne-Lie Rydé. 1982 startade han Music-A-Matic Studio på Drakgatan  i Gårda, Göteborg. Tillsammans med Freddie Wadling bildade han 1984 Blue for Two.
Music-A-Matic-studion blev inspelningsplats för den kreativitet som snurrade kring skivbolaget Radium 226.05, med grupper som Cortex, Sator, Union Carbide Productions och Stonefunkers. Han har även arbetat med Thåström, Millencolin, Håkan Hellström och Fågelle.